# Eduard Kubelík
Eduard Kubelík (8 de octubre de 2002) es un deportista de República Checa que compite en atletismo. Ganó una medalla de plata en el Campeonato Europeo de Atletismo Sub-20 de 2021, en la prueba de 200 m.